# Juan Carlos Vera Rivera
Juan Carlos Vera Rivera (La Calera, Chile, 8 de diciembre de 1960) es un exfutbolista chileno que jugaba de volante.

## Trayectoria
Tras un paso de años como juvenil en las inferiores del Rayo Vallecano español, Vera inició su carrera profesional en Unión La Calera de su ciudad natal, donde jugó desde 1979 a 1984. Luego de jugar por los clubes Audax Italiano y Huachipato de Chile, fue transferido al Cruz Azul mexicano en 1986.
Al año siguiente pasó a Morelia, para luego jugar dos años en el Tampico Madero.
Para la temporada 1990/91 se incorporó a los Pumas de la UNAM, dónde volvió a ser titular, además de obtener el campeonato mexicano. Tras un paso a préstamo a Atlas, y un paso por Pachuca, Vera abandona el fútbol mexicano para jugar un tiempo al fútbol indoor en Estados Unidos por DFW Toros.
Tras su paso por Norteamérica, regresa a Chile al club Unión La Calera, donde termina su carrera en 1995.

## Selección chilena
Pese al gran nivel mostrado en México, Vera sólo jugó un partido por la selección chilena, en 1991 ante México. El partido terminó con una victoria por 1:0 a favor de El Tri. Antes, había formado parte de la nómina para la Copa América 1983, donde no jugó ningún minuto.

### Partidos internacionales
| 1     | 9 de abril de 1991 | Estadio Luis "Pirata" Fuente , Veracruz, México | México     | 1-0 | Chile |   |  | Arturo Salah | Amistoso |
| Total | Total              | Total                                           | Presencias | 1   | Goles | 0 |  |              |          |

| Selección chilena | Selección chilena | Selección chilena |
| Año               | Partidos          | Goles             |
| ----------------- | ----------------- | ----------------- |
| 1991              | 1                 | 0                 |
| Total             | 1                 | 0                 |

## Clubes
| Club             | País           | Año       |
| ---------------- | -------------- | --------- |
| Unión La Calera  | Chile          | 1979-1984 |
| Audax Italiano   | Chile          | 1985      |
| Huachipato       | Chile          | 1986      |
| Cruz Azul        | México         | 1986-1987 |
| Morelia          | México         | 1987-1988 |
| Tampico Madero   | México         | 1988-1990 |
| Pumas de la UNAM | México         | 1990-1993 |
| → Atlas (cedido) | México         | 1991-1992 |
| Pachuca          | México         | 1993-1994 |
| DFW Toros        | Estados Unidos | 1994-1995 |
| Unión La Calera  | Chile          | 1995      |

## Palmarés

### Campeonatos nacionales
| Título           | Club             | País   | Año       |
| ---------------- | ---------------- | ------ | --------- |
| Primera B        | Unión La Calera  | Chile  | 1984      |
| Primera División | Pumas de la UNAM | México | 1990-1991 |

### Títulos internacionales
| Título                           | Club       | País   | Año  |
| -------------------------------- | ---------- | ------ | ---- |
| Copa de Campeones de la Concacaf | Pumas UNAM | México | 1989 |

### Distinciones individuales
| Distinción                                                  | Año     |
| ----------------------------------------------------------- | ------- |
| Mejor mediocampista de la liga - Primera División de México | 1990–91 |